# Mélanie Komzo
Mélanie Komzo là một chính trị gia Cộng hòa Congo. Cô là thành viên của Quốc hội Liên minh châu Phi.